# Komisariat Straży Granicznej „Druja”
Komisariat Straży Granicznej „Druja” – jednostka organizacyjna Straży Granicznej pełniąca służbę ochronną na granicy polsko-łotewskiej w 1939 roku.

## Formowanie i zmiany organizacyjne
W związku z przejęciem przez Straż Graniczną ochrony granicy polsko-łotewskiej od Korpusu Ochrony Pogranicza,komendant Straży Granicznej gen. bryg. Walerian Czuma, rozkazem nr 11 z 4 lipca 1939 roku w sprawie utworzenia obwodu i komisariatów Straży Granicznej, nakazał utworzenie komisariatu Straży Granicznej „Druja”.

## Struktura organizacyjna
Organizacja komisariatu w kwietniu 1928:
- komenda − Druja
- placówka Straży Granicznej I linii „Bałuje”
- placówka Straży Granicznej I linii „Druja”
- placówka Straży Granicznej I linii „Stajki”
- placówka Straży Granicznej II linii „Druja”